# Polystichum kungianum
Polystichum kungianum är en träjonväxtart som beskrevs av H.He och Li Bing Zhang. Polystichum kungianum ingår i släktet Polystichum och familjen Dryopteridaceae. Inga underarter finns listade.